# Gösta Calmeyer
Rolf Gösta Calmeyer, född 8 september 1927 i New York, död 1 april 2022 i Simrishamn, var en svensk-norsk målare och illustratör.
Gösta Calmeyer var son till Ralph Lysell och Bell Calmeyer Callin och var gift med Zdenka Rusova. Han studerade vid Statens håndverks- og kunstindustriskole i Oslo 1949–1950. Han ställde ut separat ett flertal gånger i Sverige och Norge, bland annat på Ystads konstmuseum och Galleri Solaris i Stockholm och han medverkade på Liljevalchs vårsalong, Biennalen for Ung Nordisk Kunst i Köpenhamn samt ett flertal gånger i den norska Høstutstillingen. Vidare hade Calmeyer utställningar i Finland, USA och Tyskland.
Calmeyer var medlem i konstnärsgruppen 6 linjer som bildades i Skåne 1966 och skiftade sedan 1982 bostadsort och bodde växelvis i Sverige och Norge där hans hustru var professor vid konstakademierna i Oslo och Bergen. Hon var även rektor på Konstakademien i Oslo. Han tilldelades Skånes konstförenings stipendium 1976 och arbetsuppehåll i Paris 1960, Lissabon 1961 och Polen 1964. Bland hans offentliga arbeten märks utsmyckningen av Östra Hoby församlingshem, Ryagårdens Ungdomsvårdsskola i Örkelljunga och ålderdomshemmet i Borrby. 
Hans konst består av strandmotiv från Österlen i realistisk stil och collagearbeten där han blandar flera olika material samt illustrationer för en mängd skolböcker från olika förlag i Sverige och Norge. Calmeyer är representerad vid Nationalmuseum, Moderna Museet, Statens konstråd, Ystads konstmuseum, Kalmar museum, Malmö museum, Östergötlands museum, Kristianstads museum, Stockholms läns landsting, Gävleborgs läns landsting, Blekinge läns landsting och ett flertal kommuner.